# رضا بدیعی
رضا بدیعی (۲۸ فروردین ۱۳۰۹ – ۳۱ مرداد ۱۳۹۰)، کارگردان ایرانی بود که بیشتر به خاطر فعالیتش در تولید فیلم و سریال در هالیوود مشهور بود. رضا بدیعی از اوائل دهه شصت میلادی به کارگردانی فیلم‌های تلویزیونی پرداخت و در طول شش دهه بیش از ۴۳۰ قطعه فیلم تلویزیونی و چندین فیلم سینمایی ساخت. به بدیعی لقب «پدرخواندهٔ تلویزیون آمریکا» داده شده بود.

## زندگی
بدیعی در روز هفدهم آوریل ۱۹۳۰ در اراک زاده شد و با پایان دوران دبیرستان در دانشکده هنرهای دراماتیک تهران به تحصیل مشغول شد. او بعدها مدال طلای افتخار را برای ساختن یک فیلم مستند از دست محمدرضا شاه پهلوی دریافت کرد و در سال ۱۹۵۵ از طریق دولت ایالات متحده آمریکا دعوت شد تا در این کشور حرفه فیلم‌سازی را دنبال کند. وی پیش از خروج از ایران ۲۴ فیلم مستند ساخته بود. بدیعی پیش از مهاجرت به آمریکا در ایران ۱۰ مستند ساخت که از میان آن‌ها «سیل در خوزستان» از سوی سازمان صلیب سرخ برای نمایش جهانی برگزیده شد. وزارت امور خارجه پس از آشنایی با آثار بدیعی، او را برای تحصیل به آمریکا دعوت کرد.

## گزیدهٔ فیلم‌شناسی
برخی از سریال‌هایی که بدیعی کارگردان آن‌ها بوده به شرح زیر است: 
- نسخه اولیه (۱۹۹۹)
- مورتال کمبت: فتح (۱۹۹۹-۱۹۹۸)
- بافی قاتل خون‌آشام‌ها (۱۹۹۷)
- بی‌واچ (۱۹۹۶)
- پیشتازان فضا: عمق فضای نهم (۱۹۹۶-۱۹۹۴)
- کارآگاه راکفورد (۱۹۷۹-۱۹۷۷)
- بارتا (۱۹۷۸-۱۹۷۶)
- مرد شش‌میلیون‌دلاری (۱۹۷۴)
- هاوایی فایو-او (۱۹۷۹-۱۹۶۹)
- بالاتر از خطر (۱۹۷۲-۱۹۶۹)

## جوایز
بدیعی توانست جایزه یک عمر فعالیت هنری انجمن کارگردانان آمریکا را برای کارگردانی بیش از ۴۰۰ ساعت سریال تلویزیونی به‌دست‌آورد. وی رکورددار بیشترین ساعت کارگردانی اپیزودهای تلویزیونی است. او در اواسط دههٔ ۱۹۷۰ جایزهٔ «روبان زرین هنر» را از محمدرضا پهلوی پادشاه ایران دریافت کرد.

## مرگ
او در ۲۰ اوت ۲۰۱۱ پس از یک جراحی پیچیده روی معده در مرکز پزشکی رونالد ریگان دانشگاه کالیفرنیا در لس آنجلس در سن ۸۱ سالگی درگذشت.